# Tagora punctata
Tagora punctata är en fjärilsart som beskrevs av James John Joicey och Talbot. Tagora punctata ingår i släktet Tagora och familjen Eupterotidae. Inga underarter finns listade i Catalogue of Life.